# Heroman
Heroman (ヒーローマン?), estilizado como HEROMAN, es una serie de manga y anime producida por BONES y creada por Marvel Comics y Stan Lee. El manga es publicado por Monthly Shōnen Gangan y comenzó en septiembre de 2009, mientras que la serie de anime se estrenó el 1 de abril de 2010 en TV Tokyo.
En Latinoamérica se estrenó en Chile por ETC TV, en Venezuela por Televen, Ecuador por Teleamazonas y en Argentina por un extinto programa llamado ZTV (serie de televisión).  Para la historia de la serie Stan Lee se le ocurrió una trama básica y se refiere a la serie y al personaje como “un nuevo héroe para el siglo 21”.

## Argumento
Joey Jones es un muchacho norteamericano huérfano que vive con su abuela, estudia en la secundaria y trabaja medio tiempo en una cafetería de Ciudad Central (シティ センター?), ubicado en Los Ángeles, una localidad ficticia en la Costa Oeste,. Al enterarse de que acaba de lanzarse al mercado un robot de juguete llamado Heybo, Joey cree que conseguir un robots, hará de su vida mejor, convirtiéndolo en un héroe para proteger a sus amigos y familiares. Sin embargo, no puede permitirse el lujo de comprar uno con su salario.
Su suerte cambia cuando recoge un Heybo estropeado que fue tirado a la basura por uno de los matones de la escuela. Joey lleva el juguete a su casa donde lo repara y le da el nombre de Heroman, aunque no tiene suerte en conseguir que funcione. Sin embargo, cuando es golpeado por un rayo cargado con la energía del portal espacial usado por una raza alienígena llamada Skrugg cuando llegan a la Tierra, Heroman adquiere la capacidad de transformarse en un robot gigante, justo a tiempo para que Joey salve a su amiga Lina del peligro inminente de un choque automovilístico. Ahora Joey y Heroman son la única defensa de la Tierra contra el mal insectoide Skrugg (スクラッグ?).
Los Skrugg pretenden invadir la Tierra, planeta que detectaron gracias a un comunicado enviado al espacio para establecer contacto con seres alienígenas por el profesor de ciencias de Joey. Sin saber que contactaría a los Skrugg, una agresiva raza que viaja por el universo y se ha fijado como objetivo el genocidio de la raza humana, para tomar el control del planeta y sus recursos.

## Personajes

### Principales
Joseph Carter "Joey" Jones (ジョセフ・カーター・“ジョーイ”・ジョーンズ?)
Voz por: Mikako Komatsu
Joey es un niño huérfano que vive con su abuela y trabaja en una cafetería. Su vida cambia cuando encuentra un robot de juguete “Heybo” que repara y nombra Heroman que tras ser impactado por un rayo se convierte en un robot gigante. Joey es capaz de dar órdenes a Heroman a través de un controlador, un guante que se forma en su mano izquierda. Este controlador también le da a Joey sus propios poderes, como súper velocidad y la capacidad de crear campos de fuerza.
El nombre de "Joey Jones" fue elegido por Minami a instancias de Stan Lee para elegir un nombre que tuviera las iniciales idénticas, al igual que los demás protagonistas de Marvel como Peter Parker. Komatsu fue elegido para la voz de Joey por su voz juvenil y la dificultad de encontrar un joven que tuviera la voz del equipo de producción que quería.
Heroman (ヒーローマン?)
Voz por: Ryōta Takeuchi
Originalmente es un robot de juguete roto llamado Heybo, Heroman llega a la vida por un relámpago extraño y se convierte en un robot gigante (en el anime, este rayo es causado por la flota Skrugg en dirección a la Tierra). Él utiliza sus puños poderosos y red eléctrica para proteger a la Tierra de los Skrugg y otras amenazas. Aunque no puede hablar es capaz de sentir los sentimientos de Joey y el uso de sus poderes en consecuencia. Debido a sus orígenes, Heroman literalmente nació de un rayo, puede utilizar cualquier forma de energía eléctrica para reponer sus fuerzas. En cambio, la absorción de energía eléctrica de su cuerpo le debilita enormemente. Según ha teorizado el profesor Denton, el nacimiento de Heroman es una reacción de la Tierra para crear una defensa que la proteja contra la invasión skrugg. 
El diseño de Heroman se basa en el robot Leopardon de 1978, de la versión tokusatsu de Spider-Man.
Simon "Psy" Kaina (サイモン・“サイ”・カイナ?)
Voz por: Ryōhei Kimura
Psy es el mejor amigo de Joey y compañero de clase. Usa muletas para caminar desde un grave accidente durante un partido de fútbol, causado por Will, que lo dejó herido en ese momento; Will era el capitán de su equipo de fútbol y albergaba una rivalidad profunda contra Psi, sin embargo Psy es consciente que Will no lo hizo a propósito y siente gran culpa por su condición. Psy tiene un G-ruedas, una patineta motorizada que le ayuda a moverse rápidamente. También utiliza una guitarra construida por el profesor Denton que transforma el sonido en tonos que pueden aturdir a los Skrugg.
Lina Davis (リナ・デイヴィス?)
Voz por: Mayu Obata
Lina es una compañera de Joey y es animadora en el equipo de la secundaria. Pertenece a una familia acomodada y aunque a ella le gusta Joey, su familia, influenciada por las difamaciones de Will, lo considera pobre e inculto y una mala influencia para ella, cosa que a Lina no le importa. Es la hermana pequeña de Will y por la rivalidad con Joey, a éste no le gusta que ande con él, por eso tiene que estar viendo por la protección de ambos.
Profesor Matthew Denton (マシュー・“教授”・デントン?)
Voz por: Yūichi Nagashima
Denton es el profesor de ciencias de la secundaria y un fanático de los extraterrestres. En un experimento de comunicación para contactar a alienígenas, establece comunicación con la raza Skrugg e ignorando que se trata de una especie agresiva les da las indicaciones necesarias para llegar a la Tierra. Esta culpa le motiva para ayudar a Joey y Heroman siempre que sea posible, incluso si él mismo se pone en peligro.

### Residentes del centro de la ciudad
William "Will" Davis (ウイリアム・“ウィル”・デイヴィス?)
Voz por: Makoto Yasumura
Will es el hermano mayor de Lina y un jugador de fútbol americano en CCMS. Actúa como un matón con Joey ya que no le gusta que hable con Lina porque lo considera demasiado débil para acercarse a ella; sin embargo en realidad tiene celos de la relación tan cercana de ambos muchachos. Cuando inicia la invasión y Joey comienza a proteger la ciudad se siente sumamente celoso de ver que el joven despliega habilidades que él no posee, por lo que se pone en riesgo entrando a la base skrugg para robar armas con que enfrentar a los invasores y demostrar que es mejor héroe que Joey.
En el anime, es capturado por los Skrugg y convertido en uno, con una fuerza comparable a Heroman. Sin embargo, gracias a los esfuerzos de Joey y Lina, se libera de su lavado de cerebro aunque no así del cambio físico. Después que la base Skrugg se destruye, Will desaparece ya que sabe que no puede vivir entre los seres humanos debido a su condición Skrugg. Sin embargo, reaparece para destruir las pruebas restantes de los Skrugg; mientras advierte a Joey que algo está por venir.
Nicholas "Nick" de Carlo (ニコラス・“ニック”・デ・カルロ?)
Voz por: Akio Suyama
Nick es el mejor amigo de Will, también es un matón para Joey. A diferencia de Will es bajo, tiene sobrepeso, carece de valor y su actitud prepotente se basa en que su familia es rica. El Heybo que se convierte en Heroman originalmente le pertenecía a Nick, pero lo tiró después que fue golpeado por un automóvil, decidiendo desecharlo y pedirle uno nuevo a su padre. En el anime, también es capturado y convertido en un Skrugg. Sin embargo, a diferencia de Will, que trata de combatir el lavado de cerebro, a Nick le gusta su nuevo poder, ya que antes siempre había sido débil. Sin embargo, durante una batalla con Joey, queda atrapado bajo los escombros que caen, por tanto su destino actual es desconocido.
Vera Collins (ヴェラ・コリンズ?)
Voz por: Naomi Shindō
Vera es la maestra de matemáticas de Joey. Sin querer descubre a Heroman cuando está tratando de mantener fuera de peligro a Denton, Joey y Psy. La voz de Naomi Shindō también actúa como narrador de la serie.
Hill (ヒリー?)
Voz por: Katsumi Chō
Hill es el dueño del café donde Joey trabaja a tiempo parcial.
Stan (スタン?)
Voz por: Atsushi Ii
Es la caricatura de Stan Lee aparece varias veces en el anime y en el manga. Él es visto principalmente como un cliente de Hilly.
Padre de Lina (リナのパパ?)
Voz por: Kōji Ishii
Es el padre de Lina y de Will, dirige una multitud de empresas. Desconfía de Joey ya que toma como la verdad lo que Will dice en contra del muchacho e ignora la versión de Lina. Después del ataque Skrugg, dedica su tiempo y dinero ayudando a la reconstrucción de la ciudad. Es uno de los varios civiles, junto con su esposa Keisha que reporta sobre la batalla entre Joey y Gogorr, dándoles un poco de respeto más a los jóvenes. Por otra parte, cuando una angustiada Lina escapa de casa, el padre de Lina le pide ayuda a Joey, a pesar de sus diferencias, Joey se preocupa por Lina.

### Familia Jones
Abuela Virginia Jones (バージニア・“おばあちゃん”・ジョーンズ?)
Voz por: Sumie Sakai
Virginia es la abuela de Joey y de Holly, ella ha cuidado de ellos desde que sus padres murieron. Le gusta escuchar rock clásico de los años 60 y 70, por lo que siempre lleva un enorme par de audífonos de arco sobre los oídos.
Holly Virginia Jones (ホリー・バージニア・ジョーンズ?)
Voz por: Arisa Ogasawara
Holly es la hermana mayor de Joey, quien ha estado de gira con su banda de rock en la costa este, hasta que se entera de la invasión Skrugg y regresa a su casa, tres meses después. Cuando accidentalmente ve a Heroman, decide quedarse en la ciudad. En cada oportunidad que tiene se burla de Joey, aunque realmente se preocupa cada vez que piensa que Joey podría estar en peligro. Holly fue nombrada así en honor a su abuela.
Brian Carter Jones (ブライアン・カーター・ジョーンズ?)
Voz por: Tesshō Genda
Brian es el difunto padre de Joey y de Holly, murió en un accidente en la mina de carbón de la ciudad, después de haber salvado a todos los demás atrapados en la mina con él en un derrumbe. Lo único que encontraron de él fue su casco, en el que mantenía una foto de su familia para motivarse.
Catherine Mae Jones (キャサリン・メイ・ジョーンズ?)
Voz por: Satsuki Yukino
Catherine es la difunta madre de Joey y Holly. Después de que Brian murió salió adelante con Joey y Holly por su cuenta hasta que murió a una edad temprana. Hasta su muerte, siempre tenía una sonrisa en su rostro debido a que estaba muy orgullosa de su marido.

### Skrugg
Los Skrugg (スクラッグ?) son una raza alienígena (cucarachas extraterrestres), dirigido por Gogorr, que viajan a la Tierra para invadirla después de haber interceptado la invitación del profesor Denton. Tienen armas de gran alcance que fácilmente superan a la mayoría de las armas de la Tierra. Su propio arsenal incluye pistolas láser, así como cañones de gran alcance en el hombro que convierte el aire en una gran explosión de energía. Son contrarrestados por la fuerza de Heroman y también por los altos ruidos agudos que usa Psy, esto debido a su forma de comunicación.
Gogorr (ゴゴール?)
Voz por: Unshō Ishizuka
Gogorr es una cucaracha, es el líder de los Skrugg que lidera la invasión a la Tierra para despojarla de sus recursos naturales. Es de mayor tamaño que el resto de los Skrugg. Gogorr puede mutar su cuerpo en formas diferentes, cada uno con características especiales. Su forma normal le permite atacar con su Antenas para golpear a enemigos a distancia, mientras que una de sus formas alternativas es más fuerte en combate mano a mano y el otro tiene alas que le permiten volar a gran velocidad. Es destruido cuando Heroman lo derrota y hace explotar su base, pero los Skrugg restantes logran localizar uno de los cristales de poder ubicado en el pecho de Gogorr, ahora recluido en un centro del gobierno, resucitándolo en una forma más poderosa, la forma caníbal, capaz de contrarrestar los daños de Heroman, antes de ser detenido por los esfuerzos combinados de Joey y sus amigos.
Skrugg Soldiers (スクラッグ兵 Sukuraggu Hei?)
Voz por: Jun Konno
Aparecen cuando comienza la invasión a la Tierra, normalmente aparecen divididos en grupos de 3 soldados, y van por la ciudad destruyendo la defensa de la Tierra y cualquier persona que quiera ponerse en su camino. Usan pistolas láser y cañones de gran alcance en el hombro.
Skrugg Operator (スクラッグオペレーター?)
Voz por: Ryōta Takeuchi
El operador siempre está al lado de Gogorr en la cabina principal de la nave espacial de los Skrugg.

### Industrias Generas
Doctor Minami (ドクターミナミ?)
Voz por: Yasunori Matsumoto
El doctor Minami es un científico que dirige la  Industrias Generas  (ジェネラス・インダストリー?). Empresa de desarrollo de armas, lideran el MRL, Laboratorio de Investigaciones Robóticas. El primero en usarlos es el Presidente con un plan para enfrentar la Skrugg, tomar posesión de su avanzada tecnología en el proceso y mostrar los avances en robótica MRL para ganar el apoyo del gobierno de EE. UU. Sin embargo, sus planes se frustraron cuando Joey y cooperadores logran derrotar a los Skrugg por sí mismos, antes de que él y su equipo tomen acción y desde que se entera de Heroman, hace uso de sus recursos e influencia para demostrar la superioridad de sus inventos, antes de ser derrotado y acabar en la cárcel. Al final del episodio 26, él y sus subordinados son liberados de la cárcel por Verónica, dejando abierta la posibilidad de una segunda serie.
Amanorich (アマノリッヒ?)
Voz por: Anri Katsu
Amanorich es uno de los mejores investigadores de MRL. A pesar de que es un nihilista. Siempre lleva gafas de 3D, para ver el mundo de un color diferente.
Stallion (スタリオン?)
Voz por: Masafumi Kimura
Stallion es uno de los mejores investigadores de MRL. Siempre se le ve con guantes gruesos de maquinista.
Veronica (ヴェロニカ?)
Voz por: Ryoko Gi
Verónica es la secretaria exclusiva del Doctor Minami. No se sabe mucho sobre ella.
MR-1
MR-1 es un robot gigante experimental de las Industrias Generas, originalmente construido para luchar contra la Skrugg hasta que Heroman se adelantó y fue utilizado como un camión de basura para la reconstrucción de la ciudad. El robot se utiliza más tarde por Minami para atacar a Heroman en venganza por frustrar sus planes.

### Gobierno de Estados Unidos
Axel Hughes (アクセル・ヒューズ?)
Voz de: Hiroki Tōchi
Hughes es un agente de la Agencia Nacional de Inteligencia (NIA), un grupo que depende directamente del Presidente. Él es enviado al Centro de la Ciudad para investigar los misteriosos acontecimientos tras la derrota de los Skrugg, en particular Heroman, donde el gobierno lo llama con el código clave "Fantasma" (ゴースト?). Más tarde llega a comprender a Joey y se convierte en su aliado.
Presidente (大統領 Daitōryō?)
Voz de: Bin Sasaki
Es el Presidente de los Estados Unidos. Él se resiste en el uso de armas nucleares para combatir a los Skrugg, hasta que el Dr. Minami viene con una alternativa.
Watkins (ワトキンス?)
Voz de: Yōsuke Akimoto
Watkins es un colaborador del Presidente.
Elmer Howard (エルマー・ハワード?)
Voz de: Hirofumi Nojima
Elmer Howard es un agente NIA, trabaja bajo las órdenes de Hughes.

### All American Network
All American Network (AAN) es una estación de televisión con sede en el Centro de la Ciudad.
Keisha Jackson (キーシャ・ジャクソン?)
Voz de: Eri Miyajima
Keisha es una reportera de noticias de la AAN. Cuando ve que su cobertura de la lucha entre el Fantasma (Heroman) y el MR-1 está alterada, comenzó a seguir de cerca los acontecimientos relacionados con Heroman y el gobierno de los EE. UU. en busca de una primicia. Durante la última resistencia después de Gogorr, sin querer descubre, y lo comunica a todo el mundo, la relación entre Joey y Heroman, motivando la simpatía del mundo para el joven.
Leo (レオ?)
Voz de: Kohji Hiwatari
Leo es un camarógrafo de la AAN. Al igual que Keisha, también se enoja cuando su material de archivo de la lucha se ve alterado, ya que quiere llevar la verdad a la opinión pública.

### Personajes exclusivos del manga
Grudge (グラジ?)
Rencor es un espíritu que posee una armadura un traje antiguo. Él se alimenta de las escamas de las personas y las posee con el fin de llevárselas. Es el propietario de una tienda de antigüedades que estaba en peligro de ser clausurado por el padre de Lina, debido a la falta de actividad del negocio. Él secuestra a Lina, con la esperanza de un rescate, pero es derrotado por la aparición de Heroman.
Ezzi (エッズィ?)
Ezzui es un poderoso Skrugg forjado a partir del ADN de una Mantis. Además de tener el mando sobre otras mantis, es utilizado para espiar a Joey y sus amigos. Ezzui también posee unas guadañas como la de una Mantis, el cual ejerce una poderosa fuerza en los brazos, que son lo suficientemente fuertes como para dañar seriamente la armadura de Heroman.
Brito (ブリト?)
Brito es un Skrugg poderoso forjada a partir del ADN de una cochinilla de tierra.
Paua (パウア?)
Paua es un poderoso Skrugg forjado a partir del ADN de un escarabajo rinoceronte y de un ciervo volante.

## Media

### Manga
La serie de manga, escrita por Stan Lee e ilustrada por Tamon Ōta comenzó a publicarse en Square-Enix's Monthly Shonen Gangan, el 12 de agosto de 2009. El primer volumen tankōbon fue lanzado en Japón el 20 de marzo de 2010.

### Anime
La serie de anime producida por Bones, Pow! Entertainment y  Wowmax Media, dio lugar a 26 episodios, y salió al aire en TV Tokyo y estaciones relacionadas entre el 1 de abril de 2010 y 23 de septiembre de 2010. También fue transmitido en Crunchyroll. La música de la serie está compuesta por "Metalchicks" y "Music Héroes".
Para los episodios 1-12, el tema de apertura es " Roulette ", realizado por Tetsuya de L'Arc-en-Ciel, mientras que el tema de cierre es "Calling", interpretada por Flow. Un corto de tres minutos con Psy y Lina se incluyó con el segundo volumen del DVD / Blu-Ray, liberado el 22 de septiembre de 2010.
Una canción fue insertado por Aco, titulada "Niji no Fumoto" (虹のふもと?  "At the Edge of the Rainbow") apareció en el episodio 11. Desde el episodio 13 en adelante, el tema de apertura es “Missing” (Perdido) por Kylee, mientras el tema de cierre es "Boku no Te wa Kimi no Tame ni" (僕の手は君の為に?  "My Hands For You") por Mass Alert.
Para el doblaje latino, las canciones de apertura y cierre fueron reemplazadas por una canción inédita titulada "Libres" interpretada por el actor de doblaje y cantante colombiano Didier Rojas.

## Lista de Episodios
| #  | Título                                     | Estreno                  |
| -- | ------------------------------------------ | ------------------------ |
| 01 | Inicio (Biginingu ビギニング)              | 1 de abril de 2010       |
| 02 | Encuentro (Enkauntā エンカウンター)        | 8 de abril de 2010       |
| 03 | Invasión (Inveijon インヴェイジョン)       | 15 de abril de 2010      |
| 04 | Esfera (Tama タマ)                         | 22 de abril de 2010      |
| 05 | Asesinos (Asashinzu アサシンズ)            | 29 de abril de 2010      |
| 06 | Contragolpe (Bakkurasshu バックラッシュ)   | 6 de mayo de 2010        |
| 07 | Resistencia (Rejisutansu レジスタンス)     | 13 de mayo de 2010       |
| 08 | Combate (Konbatto コンバット)              | 20 de mayo de 2010       |
| 09 | Vivo (Araibu アライブ)                     | 27 de mayo de 2010       |
| 10 | Aproximación (Apurōchi アプローチ)         | 3 de junio de 2010       |
| 11 | Amenaza (Menasu メナス)                    | 10 de junio de 2010      |
| 12 | Acosadores (Sutōkāzu ストーカーズ)         | 17 de junio de 2010      |
| 13 | Escape (Gettawei ゲッタウェイ)             | 24 de junio de 2010      |
| 14 | Asedio (Birīgā ビリーガー)                 | 1 de julio de 2010       |
| 15 | Revuelta (Rivoruto リヴォルト)             | 8 de julio de 2010       |
| 16 | Decisión (Deshijon デシジョン)             | 15 de julio de 2010      |
| 17 | Legado (Regashī レガシー)                  | 22 de julio de 2010      |
| 18 | Separación (Separēshon セパレーション)     | 29 de julio de 2010      |
| 19 | Sobrevivencia (Sabaibaru サバイバル)       | 5 de agosto de 2010      |
| 20 | Perdido (Misshingu ミッシング)             | 12 de agosto de 2010     |
| 21 | Emoción (Emōshon エモーション)             | 19 de agosto de 2010     |
| 22 | Recuerdos (Memorīzu メモリーズ)            | 26 de agosto de 2010     |
| 23 | Salida (Soruti ソルティ)                   | 2 de septiembre de 2010  |
| 24 | Resurrección (Rizarekushon リザレクション) | 9 de septiembre de 2010  |
| 25 | Crisis (Kuraishisu クライシス)             | 16 de septiembre de 2010 |
| 26 | Fe (Feisuフェイス)                         | 23 de septiembre de 2010 |